# The Rock of Hope
The Rock of Hope è un cortometraggio muto del 1914 diretto e interpretato da Harry Myers.

## Produzione
Il film fu prodotto dalla Victor Film Company.

## Distribuzione
Distribuito dall'Universal Film Manufacturing Company, il film - un cortometraggio in una bobina - venne distribuito nelle sale USA il 2 ottobre 1914.